# Toergenevskaja
Toergenevskaja (Russisch: Тургеневская uitspraakⓘ) is een station aan de Kaloezjsko-Rizjskaja-lijn van de Moskouse metro.

## Geschiedenis
Het station is het 91e van de Moskouse metro en vormt het sluitstuk van de verbinding tussen de Kaloezjskaja-radius in het zuiden en de Rizjskaja-radius in het noorden onder de binnenstad. Na de opening op 5 januari 1972 was de Kaloezjsko-Rizjskaja-lijn doorgaand berijdbaar. Het station ligt dieper dan station Tsjistieje Proedy aan de  Sokolnitsjeskaja-lijn en is genoemd naar het plein aan de zuidkant van de stations. Vanaf het midden van de middenhal loopt een overstaptunnel naar Tsjistieje Proedy en sinds 29 december 2007 is er vanaf het noordelijke perroneinde ook een trap voor overstappers naar het nog dieper gelegen Sretenski Boelvar aan de Ljoeblinsko-Dmitrovskaja-lijn.

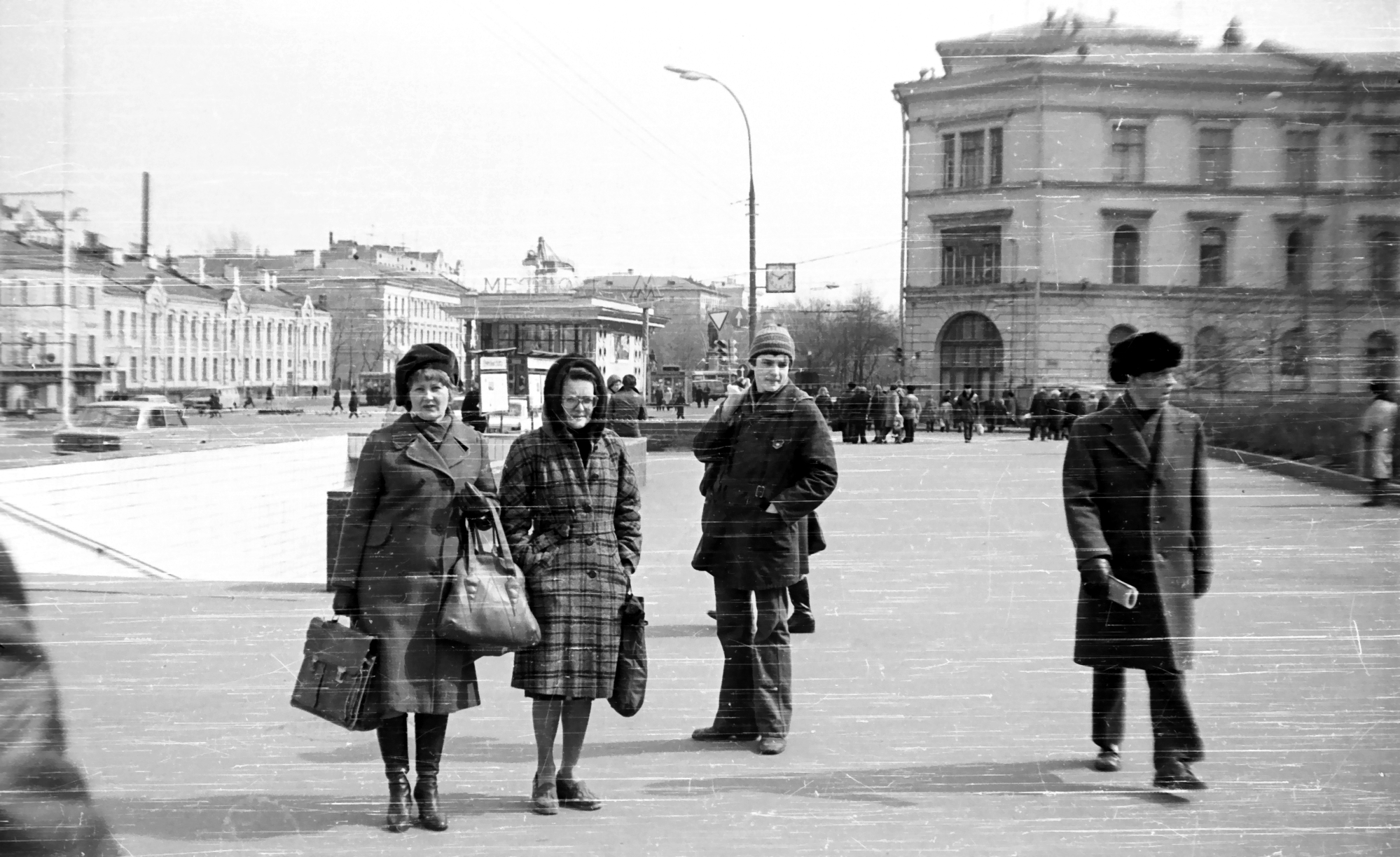
Bovengronds in april 1977
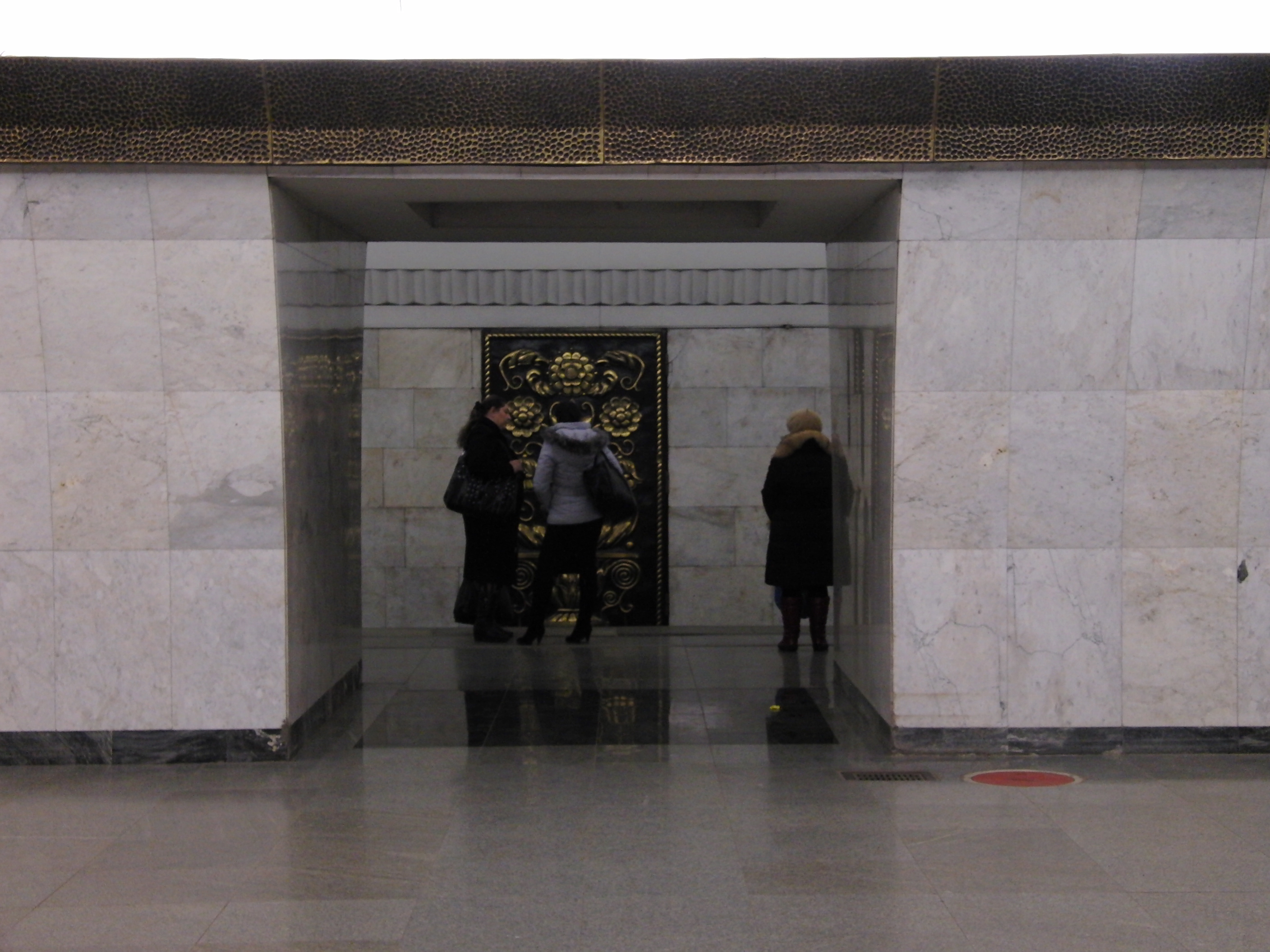
Doorkijk tussen de pylonen naar het smeedwerk op de tunnelwand
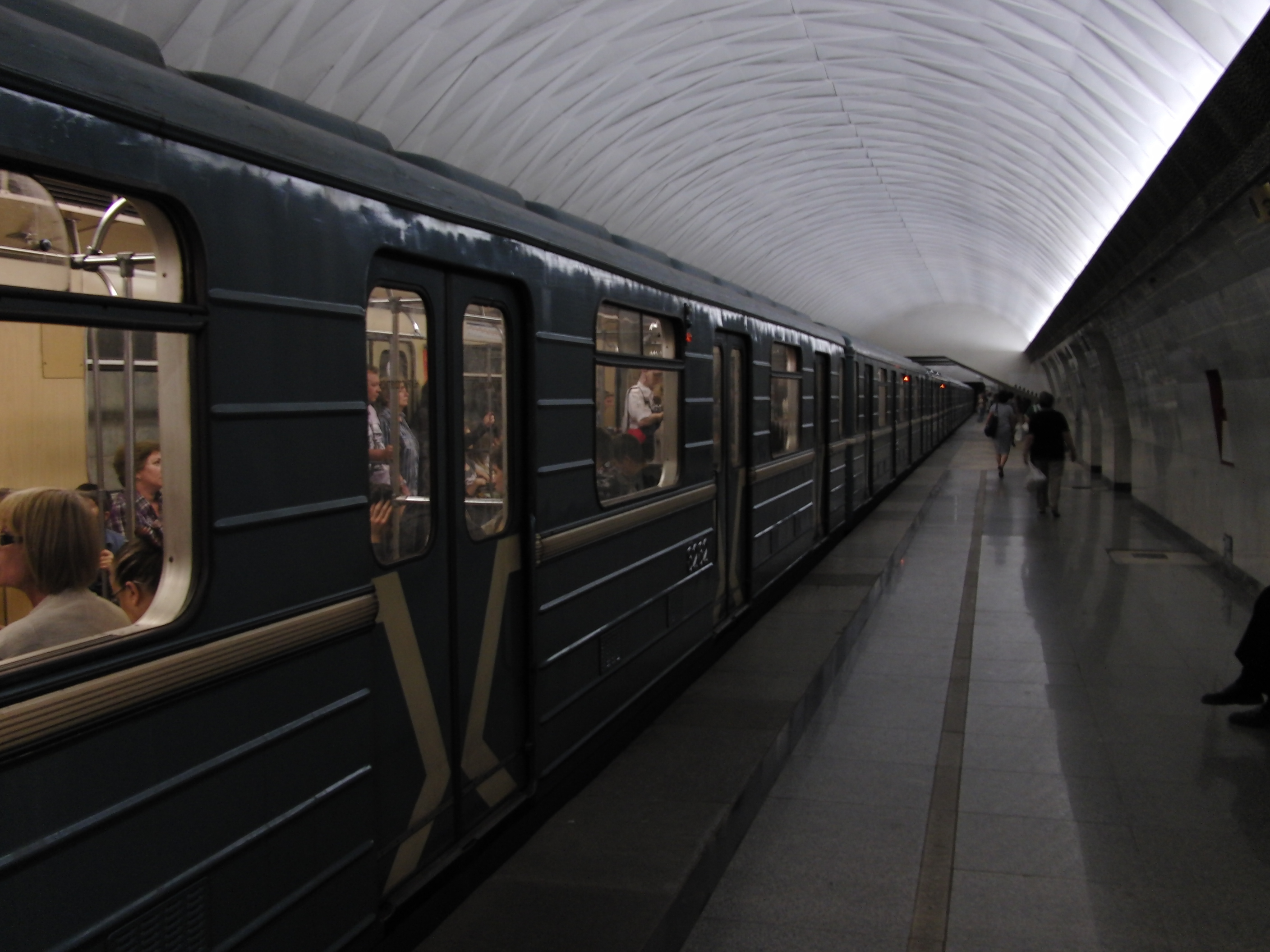
Het perron

## Ligging en inrichting
Het station kent een gemeenschappelijke verdeelhal onder het Plosjtsjad Mjasnitskje Vorota (Mjasnitski poortplein) met Tsjistieje Proedy aan de Sokolnitsjeskaja-lijn. Sinds eind mei 2011 is er aan de westkant een tweede verdeelhal gebouwd met een rechtstreekse toegang tot de doorgang tussen Toergenevskaja en Sretenski Boelvar. Het beeld van Kirov dat vroeger in de middenhal van Tsjistieje Proedy stond werd toen in de nieuwe hal geplaatst. Ondergronds is er sprake van een pylonenstation op 49 meter diepte met drie parallelle tunnels met elk 8,5 meter doorsnee. De architecten I.G. Taranov, J.V. Vdovin en I.G. Petoechova ontwierpen een station waarbij de krommingen van de tunnelbuizen zichtbaar zijn gebleven. De pylonen zijn rondom bekleed met koelga-marmer. De verlichting is verwerkt in de kroonlijsten aan de onderkant van het gewelf. Als bijzonderheid van dit station bestaan de gewelven uit ruitvormige glasvezelplaten. De vloer bestond uit lichtkleurig marmer maar is inmiddels vervangen door graniet. De tunnelwanden zijn onder perronhoogte bekleed met zwart gazgan-marmer, daarboven eveneens met koelga-marmer. De vier kabelkasten in de tunnelwanden zijn verborgen achter koperen smeedwerk van de kunstenaars Ch. M Rysin en D.J. Bodnieks. De kroonlijst boven het marmer bestaat uit gestanste metalen elementen.

## Reizigersverkeer
In 2002 werden 49.600 reizigers per dag geteld. De eerste metro naar het noorden vertrekt op even dagen om 5:46 uur. Op oneven dagen doordeweeks is dit 5:45 uur en in het weekeinde om 5:44 uur. Naar het zuiden vertrekt in het weekeinde de eerste metro om 5:49 uur, op oneven weekdagen is dit 5:47 uur, op even dagen doordeweeks is dit 5:46 uur.